# 松浦晋也
松浦 晋也（まつうら しんや、1962年1月1日 - ）は、日本のノンフィクション作家、ジャーナリスト。宇宙作家クラブ会員。

## 略歴
東京都出身。慶應義塾大学理工学部機械工学科卒業、慶應義塾大学大学院政策・メディア研究科修了。日経BP社にて、機械工学、宇宙開発、パソコン、通信、放送などの分野の取材と執筆を経験。2000年にフリーランスのジャーナリストとして独立。主に航空宇宙工学分野での取材・執筆活動を手がける。

## 著書
- 『H-IIロケット上昇 国産大型ロケット開発12年の軌跡』（1997年、日経BP社）
- 『われらの有人宇宙船 日本独自の宇宙輸送システム「ふじ」』（2003年、裳華房）
- 『国産ロケットはなぜ墜ちるのか H-IIA開発と失敗の真相』（2004年、日経BP社）
- 『スペースシャトルの落日 失われた24年間の真実』（2005年、エクスナレッジ）
  - 『増補 スペースシャトルの落日』（2010年、ちくま文庫）
- 『恐るべき旅路 火星探査機「のぞみ」のたどった12年』（2005年、朝日ソノラマ）
- 『日本列島は沈没するか?』（共著、2006年、早川書房）
- 『エルピーダは蘇った 異色の経営者坂本幸雄の挑戦』（2006年、日経BP社）
- 「ロケット打ち上げを見に行こう」前編（内之浦宇宙空間観測所編）（2006年9月、マカロニアンモナイト）[2]
- 「ロケット打ち上げを見に行こう」後編（種子島宇宙センター編）（2006年10月、マカロニアンモナイト）[3]
- 『コダワリ人のおもちゃ箱』（2007年、エクスナレッジ）
- 「国際宇宙ステーションを見てみよう」（2009年2月、マカロニアンモナイト）[4]
- 『飛べ!「はやぶさ」小惑星探査機60億キロ奇跡の大冒険』（2011年、学習研究社）
- 『のりもの進化論』（2012年、太田出版）
- 『はやぶさ2の真実 どうなる日本の宇宙探査』（2014年、講談社）
- 『小惑星探査機「はやぶさ2」の挑戦』（2014年、日経BP社）
- 『母さん、ごめん。 50代独身男の介護奮闘記』（2017年、日経BP社）
- 『母さん、ごめん。2 ― 50代独身男の介護奮闘記 グループホーム編』（2022年、日経BP社）